# Macédoine célèbre

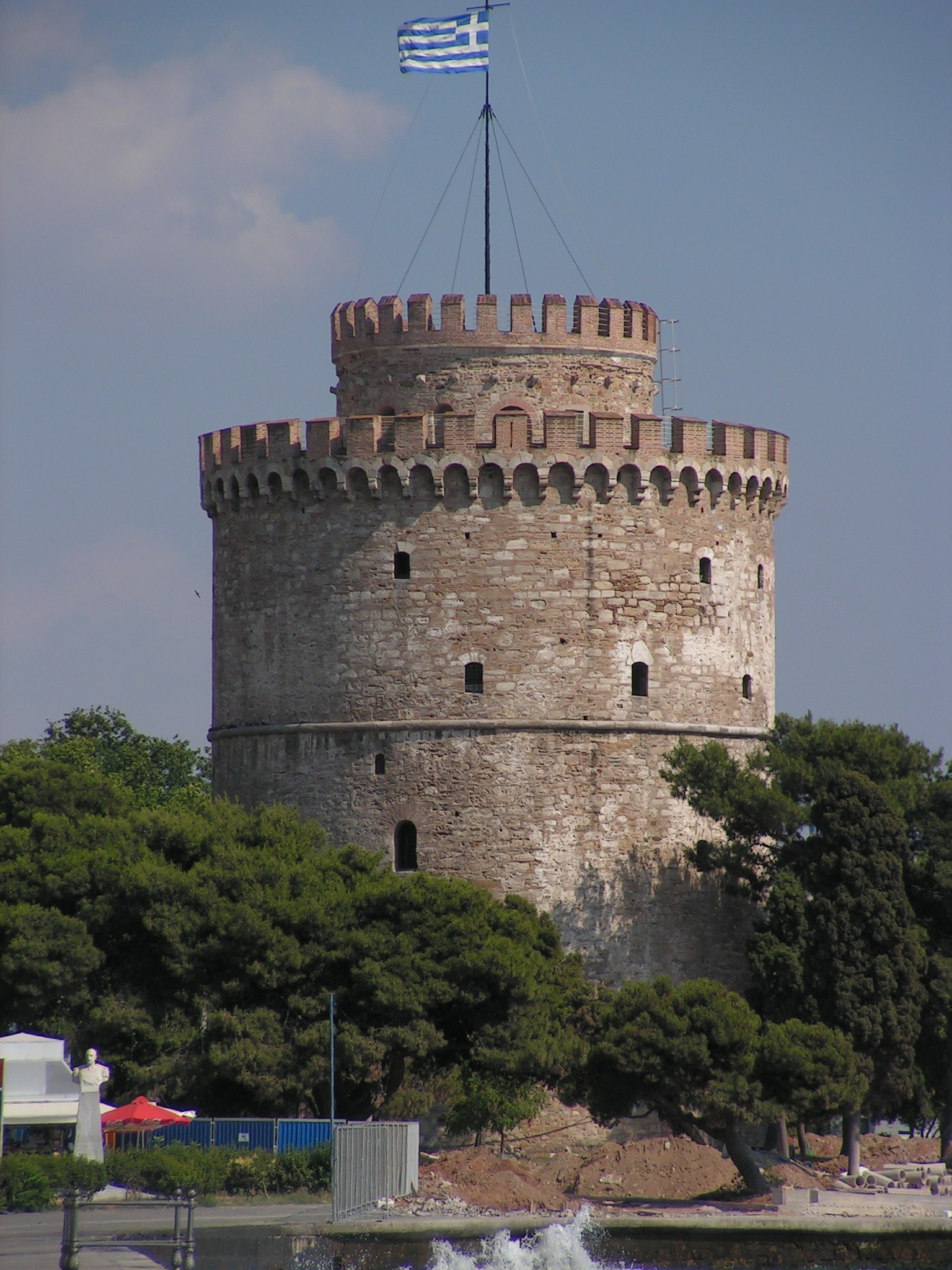

Macédoine célèbre (grec moderne : Μακεδονία ξακουστή - Makedonía xakoustí) est une marche militaire, souvent considérée comme l'hymne non officiel de la Macédoine grecque, et utilisée par l'armée de terre de la Grèce depuis les guerres balkaniques.

## Paroles
| Paroles en caractères grecs : ΜΑΚΕΔΟΝΙΑ ΞΑΚΟΥΣΤΗ | Paroles en caractères latins : MAQUEDONIA XACOUSTI | Transcription AFI : [mɐceðoˈɲi.ɐ ksɐkuˈsti] | Traduction en français : CÉLÈBRE MACÉDOINE |
| 𝄆 Μακεδονία ξακουστή, του Αλεξάνδρου η χώρα, 𝄇 𝄆 Που έδιωξες τον τύραννο κι ελεύθερη είσαι τώρα! 𝄇 𝄆 Ήσουν και είσαι ελληνική, Ελλήνων το καμάρι, 𝄇 𝄆 Κι εμείς θα σ'αντικρύζουμε, περήφανα και πάλι! 𝄇 𝄆 Οι Μακεδόνες δε μπορούν να ζούνε σκλαβωμένοι, 𝄇 𝄆 Όλα και αν τα χάσουνε η λευτεριά τους μένει! 𝄇 | 𝄆 Maquedonía xacoustí, tou Alexándrou hi khóra, 𝄇 𝄆 Pou édioxes ton tyranno qui eléftheri ísæ tóra! 𝄇 𝄆 Ísoun cæ ísæ helliniquí, Hellínon to camári, 𝄇 𝄆 Qui hemís tha s’anticrýzoume, períphana cæ páli! 𝄇 𝄆 Hœ Maquedónes de boroún na zoúme sclavoménœ, 𝄇 𝄆 Hóla cæ an ta khásoune hi lefteriá tous méni! 𝄇 | 𝄆 [mɐce̞ðo̞ˈɲi.ɐ ks̠ɐkuˈs̠ti ǀ] [tu ɐle̞ˈks̠än̪ðru̯i ˈxo̞ɾɐ ǀ] 𝄇 𝄆 [pu ˈe̞ðʝo̞ks̠e̞s̠ to̞n ˈtiɾɐno̞] [ce̞ˈle̞fθe̞ˌɾiːs̠e̞ ˈto̞ɾɐ ‖] 𝄇 𝄆 [ˈis̠uɲ ce̞ ˌis̠e̞ːliɲiˈci ǀ] [e̞ˈlino̞n to̞ kɐˈmäɾi ǀ] 𝄇 𝄆 [ce̞ˈmis̠ θɐ s̠ɐdiˈkriz̠ume̞ ǀ] [pe̞ˈɾifɐnɐ ce̞ ˈpäli ‖] 𝄇 𝄆 [i mɐce̞ˈðo̞ne̞z̠ ðe̞ bo̞ˈɾun] [nɐ ˈz̠ume̞ s̠klɐvo̞ˈme̞ɲi ǀ] 𝄇 𝄆 [ˈo̞lɐ ce̞ ɐn tɐ ˈxäs̠une̞] [i le̞fte̞ɾˈʝä tus̠ ˈme̞ɲi ‖] 𝄇 | Patrie d'Alexandre, toi qui as chassé les barbares, maintenant toi aussi tu es libre. Tu étais et tu seras grecque, la fierté des Grecs, et nous, les enfants grecs nous te tressons une couronne! Les Macédoniens ne peuvent pas vivre asservis, même s'ils ont pu tout perdre la liberté leur reste! |

Fichier son
 Makedonia ksakusti (vocal)
 Makedonia ksakusti (instrumental)